# 康平寺
康平寺（こうへいじ）は熊本県山鹿市鹿央町霜野にある山岳密教寺院である。本尊は千手観音（熊本県重要文化財）。
霜野区康平寺管理組合が管理する無住寺。

## 文化財
二十八部衆（熊本県重要文化財）、地蔵菩薩（熊本県重要文化財）がある。
特に青色で塗り固めた竜王像とされる2体と、日月を掲げる三面四臂の憤怒の阿修羅像が有名。